# Potamorhina laticeps
Potamorhina laticeps és una espècie de peix de la família dels curimàtids i de l'ordre dels caraciformes.
Pot atènyer fins a 25 cm de llargària total. És detritívor. Viu en zones de clima tropical a la conca del llac Maracaibo a Sud-amèrica.